# Felix Abt
Felix Abt (* 15. Januar 1955 in der Schweiz) ist ein Schweizer Unternehmer. Er gilt als Fachmann bezüglich ausländischer Investitionen und Geschäftstätigkeiten in Nordkorea.

## Überblick
Abt ist einer der ersten ausländischen Geschäftsleute in Nordkorea, wo er von 2002 bis 2009 lebte und verschiedene Geschäfte entwickelte und betrieb. Abt war Mitgründer und Schuldirektor der von der Schweiz mitfinanzierten Pyongyang Business School, wodurch er sich auch in wirtschaftlicher Entwicklungshilfe und Entwicklungszusammenarbeit bei der Fortbildung höherer Führungskräfte nordkoreanischer Regierungsagenturen und Unternehmen in Unternehmensführung hervortat. Abt ist oft von internationalen Medien zu Nordkorea interviewt und zitiert worden, wie z. B. CNN, Fox News, ABC News, BBC, Le Monde, Handelsblatt, Frankfurter Allgemeine Zeitung, Der Standard, Die Presse, AFP., Businessweek, Financial Times und Bloomberg News und hat Unternehmensverbände beraten.

## Beruflicher Werdegang
Bevor er 2002 in den Asea-Brown-Boveri-Konzern (ABB) zurückkehrte und nach Nordkorea umzog, lebte Felix Abt ab 1990 in verschiedenen Ländern und Regionen wie z. B. Vietnam, Naher Osten und Afrika, wo er für verschiedene Unternehmen tätig war.

### Nordkorea
2002 wurde Abt vom schweizerisch-schwedischen Konzern Asea Brown Boveri (ABB), einem Weltmarktführer auf den Gebieten Energietechnik und Automatisierungstechnik, zum in Pjöngjang ansässigen Konzernvertreter für Nordkorea ernannt. Am 19. Mai 2003 unterzeichnete er ein Memorandum of Understanding über die Errichtung eines Stromnetzes durch ABB mit dem nordkoreanischen Ministerium für Energie und Kohleindustrien, in Anwesenheit der schweizerischen Aussenministerin, des schwedischen Botschafters in Nordkorea und des nordkoreanischen Ministers für Energie und Kohleindustrien, „zwecks Lösung ernster Probleme im Energiebereich, die in den heruntergekommenen Einrichtungen der Stromerzeugung und der Stromübertragung zum Ausdruck kommen“ (Yonhap). Ende 2003 wurde er Handelsvertreter mehrerer multinationaler Unternehmen in ausgesuchten Geschäftsfeldern wie Infrastruktur (ABB), Bergbau (Sandvik) und Textilien (Dystar), für die er Multimillionenumsätze erzielte.
Gleichzeitig war Abt ab Oktober 2005 bis Februar 2009 Geschäftsführer und ab März 2009 stellvertretender Aufsichtsratsvorsitzender des Gemeinschaftsunternehmens PyongSu Pharma, Pjöngjang, des ersten ausländisch-investierten Unternehmens im Arzneimittelbereich. Während seiner Zeit als Leiter des Unternehmens wurde es die erste nordkoreanische Arzneimittelfabrik, welche internationalen Qualitätsstandard erreichte, (den sogenannten Good Manufacturing Practice oder GMP), welcher von der Weltgesundheitsorganisation im Werk geprüft und zertifiziert wurde, und das erste nordkoreanische Unternehmen, welches Lieferverträge auf Ausschreibungsbasis gegen internationale Wettbewerber gewann. Unter seiner Leitung baute das Unternehmen auch eine Apothekenkette im Lande auf.
Abt war Initiator, Mitgründer und der erste Präsident der „European Business Association“ (EBA), Pjöngjang, gegründet am 28. April 2005, welche de facto die Rolle einer Europäischen Handelskammer wahrnimmt. Unter anderem organisierte EBA die Teilnahme europäischer Firmen an Handelsmessen in Nordkorea und war Gastgeber verschiedener Besuchsdelegationen, wie, beispielsweise, Mitglieder des EU-Parlamentes und EU-Botschafter. Als Vorsitzender der EBA Pjöngjang leistete Abt intensive Lobbyarbeit gegen von westlichen Ländern erhobenen Wirtschaftssanktionen, welche legitime ausländische Geschäftsaktivitäten in Nordkorea behinderten.
Gleichzeitig war Abt Mitinitiator, Ko-Sponsor und Schuldirektor der Pyongyang Business School ab 2004, welche regelmässige Seminarzyklen organisierte über strategisches Management und Unternehmensführung für höhere Kader nordkoreanischer Ministerien und Unternehmen. Abt war gemeinsam mit Volker Eloesser 2007 Mitgründer und Investor und ist stellvertretender Aufsichtsratsvorsitzender des ersten ausländisch-investierten Software-Gemeinschaftsunternehmens namens Nosotek. Abt rief 2008 eine Online-Kunstgalerie ins Leben, welche nordkoreanische Maler vorstellt und nordkoreanische Kunst zeigt.